# Konrad Johannesson
Konrad Jonasson „Konnie” Johannesson (Glenboro, Manitoba, 1896. augusztus 10. – Winnipeg, Manitoba, 1968. október 28.) olimpiai bajnok kanadai amatőr jégkorongozó. Ősei Izlandról származnak.
Kerettag volt az 1920-as nyári olimpia kanadai jégkorongcsapatában. Védő volt a posztja. Ez nem egy válogatott volt, hanem egy klubcsapat, a Winnipeg Falcons. A csapat mind a három mérkőzést megnyerte. Egyedül csak az amerikai válogatottat tudták nehezen megverni 2–0-ra az elődöntőben. A döntőben a svéd válogatottat verték 12–1-re.
Amatőr pályafutása alatt 1920-ban megnyerte az Allan-kupát, amiért az amatőr senior csapatok versengenek Kanadában.